# گمینا ایمیلنو
گمینا ایمیلنو (به لهستانی:  Gmina Imielno) یک گمینا در لهستان است که در شهرستان یندژیوف واقع شده‌است. گمینا ایمیلنو ۱۰۰٫۶ کیلومتر مربع مساحت و ۴٬۶۲۶ نفر جمعیت دارد.